# Lafayette (Tennessee)
Lafayette és una població dels Estats Units a l'estat de Tennessee. Segons el cens del 2000 tenia 3.885 habitants.

## Demografia
Segons el cens del 2000, Lafayette tenia 3.885 habitants, 1.718 habitatges, i 1.089 famílies. La densitat de població era de 343,3 habitants/km².
Dels 1.718 habitatges en un 26,1% hi vivien nens de menys de 18 anys, en un 49,2% hi vivien parelles casades, en un 10,6% dones solteres, i en un 36,6% no eren unitats familiars. En el 34,2% dels habitatges hi vivien persones soles el 20,1% de les quals corresponia a persones de 65 anys o més que vivien soles. El nombre mitjà de persones vivint en cada habitatge era de 2,21 i el nombre mitjà de persones que vivien en cada família era de 2,79.
Per edats la població es repartia de la següent manera: un 20,6% tenia menys de 18 anys, un 8,4% entre 18 i 24, un 24% entre 25 i 44, un 25% de 45 a 60 i un 22% 65 anys o més.
L'edat mediana era de 43 anys. Per cada 100 dones de 18 o més anys hi havia 81,2 homes.
La renda mediana per habitatge era de 25.750 $ i la renda mediana per família de 34.125 $. Els homes tenien una renda mediana de 28.994 $ mentre que les dones 19.676 $. La renda per capita de la població era de 15.348 $. Entorn del 12,1% de les famílies i el 18% de la població estaven per davall del llindar de pobresa.

## Poblacions més properes
El següent diagrama mostra les poblacions més properes.